# Serrat de Costa de Larí
El Serrat de Costa de Larí és una serra situada al municipi d'Alins a la comarca del Pallars Sobirà, amb una elevació màxima de 2.609 metres.